# Heinrich Moritz Horn
Heinrich Moritz Horn (ur. 14 listopada 1814 w Chemnitz, zm. 23 sierpnia 1874 w Zittau) – niemiecki pisarz. 
Studiował prawo w Lipsku od 1833, w latach 1841-1857 przygotowywał się do kariery prawniczej w Dreźnie, a następnie uzyskał posadę w kancelarii sądowej w rodzinnym mieście. W 1874 został przeniesiony jako asesor do biura sędziowskiego w Zittau.  
Jego najbardziej znanymi dziełami są późnoromantyczne utwory:
- Die Pilgerfahrt der Rose (1852),
- Die Lilie vom See (1853).